# Френч, Мэрилин
Мэрилин Френч (урожденная Эдвардс) (21 ноября 1929 - 2 мая 2009) — радикальная феминистка и американская писательница.

## Ранняя жизнь и образование
Мэрилин Френч родилась в Бруклине в семье Э. Чарльза Эдвардса, инженера, и Изабель Хазз Эдвардс, продавца универмага. В юности она была журналистом, писала статьи в районный информационный бюллетень. Она играла на фортепиано и мечтала стать композитором. В 1951 году она получила степень бакалавра в Университете Хофстра (тогда Колледж Хофстра) по философии и английской литературе. В 1950 году Мэрилин Эдвардс вышла замуж за Роберта М. Френча-младшего и содержала его, пока он учился в юридической школе. У пары было двое детей.
Мэрилин Френч также получила степень магистра английского языка в Хофстре в 1964 году. Она развелась с Робертом Френчем в 1967 году, а затем продолжила обучение в Гарвардском университете, где в 1972 году получила степень доктора философии.

## Карьера

### Преподавание
Она преподавала английский язык в Хофстре с 1964 по 1968 год и была доцентом английского языка в Колледже Святого Креста в Вустере, штат Массачусетс, с 1972 по 1976 год.

### Политические взгляды и письменные работы
Первая серьезная публикация Френч - The Book as World: James Joyce's Ulysses, была ее гарвардской диссертацией.
В своих работах Френч утверждала, что угнетение женщин является неотъемлемой частью глобальной культуры, в которой доминируют мужчины. Например, одна из ее первых нехудожественных работ, Beyond Power: On Women, Men and Morals (1985) - историческое исследование влияния патриархата на мир. Френч взяла на вооружение ожидания замужних женщин в эпоху после Второй мировой войны и стала ведущим, хотя и противоречивым, автором мнений по гендерным вопросам, который осуждал патриархальное общество, которое она видела вокруг себя. «Моя цель в жизни - изменить всю социальную и экономическую структуру западной цивилизации, сделать ее феминистским миром», - заявила она однажды.
Первый и самый известный роман Френч The Women's Room (1977) рассказывает о жизни Миры и ее подруг в Америке 1950-х и 1960-х годов, включая Вэл, воинствующую радикальную феминистку. В романе подробно описывается жизнь женщин в это время и феминистское движение этой эпохи в США. В одном из моментов книги героиня Вэл говорит: «Все мужчины - насильники, и только они. Они насилуют нас своими глазами, своими законами и своими кодексами». The Women's Room была продана тиражом более 20 миллионов экземпляров и переведена на 20 языков. Глория Стайнем, близкая подруга, сравнила влияние книги на дискуссию вокруг прав женщин с тем, которое Человек-невидимка Ральфа Эллисона (1952) оказал на расовое равенство 25 годами ранее.
Самой значительной ее работой в последующей жизни была From Eve to Dawn: A History of Women. Она была опубликована в голландском переводе в 1995 году (в одном томе объемом 1312 страниц), но не выходила на английском языке до 2002 и 2003 годов (опубликована в трех томах издательством Mcarthur & Company), а затем снова на английском языке в четырех томах (издательство The Feminist Press) в 2008 году. Она построена на предпосылке, что исключение из преобладающей интеллектуальной истории лишает женщин их прошлого, настоящего и будущего. По словам Флоренс Хоу, которая недавно ушла на пенсию с поста директора издательства, несмотря на тщательную хронику долгой истории угнетения, последний том заканчивается на оптимистической ноте. «Впервые у женщин есть история», - сказала она о работе г-жи Френч. «Мир изменился, и она помогла его изменить».
Хотя Френч была довольна значительными успехами, достигнутыми женщинами за три десятилетия, прошедшие после выхода ее эпохального романа The Women's Room, она также не преминула указать на сохраняющиеся недостатки в области гендерного равенства.

## Личная жизнь, здоровье и смерть
В 1950 году она вышла замуж за Роберта М. Френча-младшего. У них было двое детей. Пара развелась в 1967 году.
В 1992 году у Мэрилин Френч был диагностирован рак пищевода. Этот опыт лег в основу ее книги A Season in Hell: A Memoir (1998). Она пережила рак, но позже умерла от сердечной недостаточности в возрасте 79 лет 2 мая 2009 года на Манхэттене.